# El maestro del disfraz
El maestro del disfraz  (The Master of Disguise en inglés) es una comedia estrenada en el año 2002. En ella se cuentan las aventuras de Pistachio Disfrazín, el último vástago de una antigua familia de maestros del disfraz.

## Argumento
La película comienza en Palermo (Italia), en el año 1978, cuando Fabbrizio Disfrazín, el último miembro de la antigua familia de maestros del disfraz, apenas escapa de ser atrapado tratando de evitar un gran robo por el malvado Deblin Bowman, huyendo disfrazado como Bo Derek. Bowman termina en prisión y el asustado Fabbrizio decide ocultar la historia y herencia de la familia a su hijo recién nacido Pistachio.
23 años después, Fabbrizio, es dueño de un restaurante italiano en Estados Unidos, con su mujer sin nombre y su hijo Pistachio, respectivamente trabajando como la cocinera y el camarero. Gracias a su desconocido talento familiar, Pistachio tiene tendencia a burlarse de la gente a su alrededor aleatoriamente, haciendo imitaciones perfectas, pero molestas y terriblemente fuera de lugar. Él también está en busca de una esposa, pero su aspecto y lenguaje infantil lo hacen poco atractivo para las mujeres y blanco de burlas e insultos de los hombres, como su compañero, el camarero Rex.
Una noche Bowman se escapa de prisión, secuestra a Fabbrizio y a "Mama", forzando a Fabbrizio a usar sus poderes del disfraz para robar objetos legendarios como la constitución de los Estados Unidos. Mientras tanto, Pistachio es visitado por su abuelo sin nombre, que le revela su herencia y comienza a entrenarlo en los caminos del maestro del disfraz.
Finalmente, Pistachio comprende las bases del camino del maestro del disfraz y su abuelo le asigna una asistente, la hermosa Jennifer Baker, que esta un poco confusa de los detalles de su nuevo trabajo. Los dos buscan en el área donde el padre de Pistachio fue secuestrado y encuentran uno de los cigarrillos de Deblin, que lleva el sello del Club de la tortuga. Pistachio se disfraza de un hombre que se ve y actúa como una tortuga. Ellos se las arreglan para conseguir el nombre de Deblin y su dirección, enterándose a su vez de la subasta de antigüedades que el mismo organizaría el día de mañana.
Pistachio y Jennifer van a la subasta, él va disfrazado como una anciana llamada Gammy Num-Nums. En la subasta se encuentran con Bowman, que invita a Jennifer a una fiesta en su casa. Pistachio va a la fiesta disfrazado de Tony Montana y distrae a Bowman mientras Jennifer busca pistas. Mientras ella busca, Pistachio hace muchos problemas, que se ve obligado a abandonar a Jennifer cuando Bowman envía a sus hombres tras él. Pistachio pierde a los hombres de Bowman haciéndose pasar por Quint, un cazador de tiburones. El usa otros disfraces para dejar a Jennifer a salvo, como el agente de seguros bávaro, el Condestable Muller y el agente secreto británico, Tony Suave.
Esa noche Pistachio y Jennifer estudian las pistas en un restaurante local y deducen que Bowman forzó al padre de Pistachio a disfrazarse de nuevo para robar tesoros para él. Mientras están en el restaurante descubren al novio de Jennifer con el antiguo amor de Pistachio, Sofía. Pistachio lo abofetea hasta que lo derrota y se va con una enamorada Jennifer.
Los hombres de Bowman secuestran a Jennifer. Apenas esta llega a su departamento. Su hijo Barny, amigo de Pistachio lo encuentra hablando con su abuelo vía holograma del plan que han formado. Pistachio, disfrazado como una tarta de cerezas, se mete a la casa de Bowman y detiene la subasta. Pero aun después de derrotar al ejército ninja de Bowman, este tiene un último as en la manga. Él le pegó una máscara de sí mismo al padre de Pistachio, Fabbrizio haciéndolo creer que él es Bowman y dejándolo a merced del lado oscuro del Disfrazín y forzando a Pistachio a pelear con su padre. Mientras tanto Bowman escapa.
Al final, Pistachio salva a su padre abofeteándolo hasta que reacciona, liberan a "Mama", devuelven los artefactos robados, se casa con Jennifer y se convierte, oficialmente, en un maestro del disfraz. De todas formas queda algo por hacer. Bowman todavía tiene la constitución. Por suerte los Disfrazín lo encuentran en Costa Rica. Disfrazado como George W. Bush, él junto a su padre y su abuelo derrotan a Bowman para siempre.
Al final de los créditos, mientras Pistachio está limpiando su restaurante, descubre que dentro del robot abofeteador ha vivido un hombre enano durante todo este tiempo.

## Recepción
Desde marzo de 2007, Rotten Tomatoes clasificó la película en el decimoctavo lugar de las películas peor reseñadas de la década del 2000, con un puntaje de 1% y su consenso declarando: "Un malconcebido intento de utilizar el talento por la mímica de Dana Carvey, The Master of Disguise es una irritante y tonta farsa agobiada por gags sofómoros"

### Premios
Bo Derek recibió una nominación para un Razzie por su cameo en la película como la peor actriz del reparto. Sin embargo, Madonna ganó el premio por su actuación en Die Another Day.

## Otros
La película recaudó aproximadamente un total de 43.300.000 dólares en taquilla, siendo casi el total recaudado en la taquilla estadounidense.[cita requerida]